# 道の駅のとじま
道の駅のとじま（みちのえき のとじま）は、石川県七尾市能登島向田町にある石川県道47号七尾能登島公園線の道の駅である。

## 施設
- 駐車場
  - 普通車：272台[3]
  - 大型車：8台[3]
  - 身障者用：2台[3]
- トイレ
  - 男：大 10器（3器）、小 23器（9器）
  - 女：21器（9器）
  - 身障者用：2器（1器）

※（）内は、24時間利用可能
- 能登島交流市場
  - 売店（1階、9:00 - 17:00）[3]
  - 能登島漁師の店 大漁屋（1階、10:00 - 16:00）[4]
  - 能登牛認定 レストラン（2階、10:00 - 15:30）[3]
- 芝生広場
- ドッグラン（9:00 - 17:00）

## 休館日
- 年末年始[3]
- 毎週木曜日（12月 - 3月）[3]

## アクセス
- 石川県道47号七尾能登島公園線 - 登録路線
  - 石川県道257号田尻祖母浦半浦線

## 周辺
- 能登島ガラス工房・石川県能登島ガラス美術館 - 当駅に隣接。
- のとじま臨海公園水族館（のとじま水族館）